# Saronomus capensis
Saronomus capensis är en spindeldjursart som beskrevs av Kraepelin 1900. Saronomus capensis ingår i släktet Saronomus och familjen Ammotrechidae. Inga underarter finns listade i Catalogue of Life.